# Chim sâu ngực đỏ tươi
Chim sâu ngực đỏ tươi (danh pháp hai phần: Dicaeum maugei) là một loài chim lá thuộc chi Dicaeum trong họ Chim sâu.
Loài này được tìm thấy trên quần đảo Sunda nhỏ tại Indonesia và Đông Timor. Môi trường sống tự nhiên của nó là rừng đất thấp ẩm cận nhiệt đới hoặc nhiệt đới và rừng núi cận nhiệt đới hoặc nhiệt đới ẩm. 